# Cột cờ Hà Nội
Cột cờ Hà Nội hay còn gọi Kỳ đài Hà Nội là một kết cấu dạng tháp được xây dựng cùng thời với thành Hà Nội dưới triều nhà Nguyễn (bắt đầu năm 1805, hoàn thành năm 1812). Kiến trúc cột cờ bao gồm ba tầng đế và một thân cột, được coi là một trong những biểu tượng của thành phố.

## Miêu tả

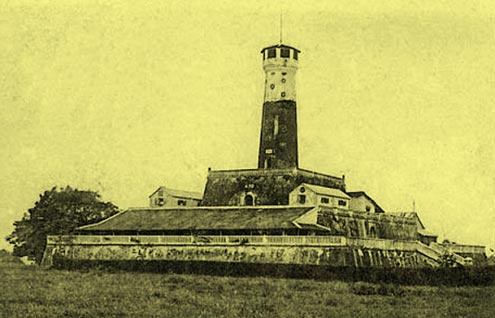
Cột cờ Hà Nội xưa

Các tầng đế hình chóp vuông cụt, nhỏ dần, chồng lên nhau, xung quanh xây ốp gạch.
- Tầng 1: Mỗi chiều 42,5 mét; cao 3,1 mét
- Tầng 2: Mỗi chiều 27 mét; cao 3,7 mét
- Tầng 3: Mỗi chiều 12,8 mét; cao 5,1 mét; có 4 cửa, trừ cửa Bắc, 3 cửa còn lại đều có đắp 2 chữ tuỳ theo từng hướng:
  - Cửa Đông - Nghênh Húc (迎旭  – đón nắng ban mai)
  - Cửa Nam - Hướng Minh (向明 – hướng về ánh sáng)
  - Cửa Tây - Hồi Quang (回光 – ánh sáng phản hồi)

Từ tầng 1 đến tầng 3 đều có cầu thang xoắn dẫn lên.
Trên tầng 3 là thân cột Cờ hình trụ có 8 cạnh thon dần lên phía trên, mỗi cạnh 2,13 m với thân cao 18,2 mét. Trụ hình thang xoáy trôn ốc gồm 54 bậc; được rọi sáng (và thông hơi) bằng 39 ô cửa sổ hình hoa thị và 6 ô cửa sổ hình dẻ quạt. Những ô cửa này được đặt dọc các cạnh, mỗi cạnh có tới 5 hoặc 6 cửa sổ.
Đỉnh cột cờ được cấu tạo thành một cái lầu hình bát giác, cao 3,3 mét có 8 cửa sổ tương ứng 8 cạnh. Giữa lầu là một trụ tròn, đường kính 0,4 mét và cao đến đỉnh lầu, là chỗ để cắm cán cờ cao 8 mét, phía trên treo cờ đỏ sao vàng.
Toàn phần xây từ đế đến trụ này cao 33,4 mét gồm 3 tầng đế cao 12 mét, cột cao 18,2 mét, lầu 3,3 mét. Nếu kể cả trụ treo cờ thì trên 40 mét.
Khi người Pháp phá thành Hà Nội, họ định phá luôn cột cờ, may mắn là họ không tiến hành việc này, lý do vì họ muốn biến nó thành đài xem đua ngựa.
Cột cờ Hà Nội từ năm 1956 - 2024 nằm trong khuôn viên của Bảo tàng Lịch sử Quân sự Việt Nam (trước đây là Bảo tàng Quân đội), nay là trong Hoàng thành Thăng Long, trên đường Điện Biên Phủ, quận Ba Đình.